# Ratboř
Ratboř (en allemand : Raborsch) est une commune du district de Kolín, dans la région de Bohême-Centrale, en République tchèque. Sa population s'élevait à 572 habitants en 2018.

## Géographie
Ratboř se trouve à 6,5 km au sud-ouest de Kolín, à 8,5 km à l'ouest-nord-ouest de Kutná Hora et à 54 km à l'est-sud-est de Prague.
La commune est limitée par Kbel et Pašinka au nord, par Červené Pečky à l'est, par Suchdol au sud-est et au sud, et par Kořenice à l'ouest.

## Histoire
La première mention écrite de la localité date de 1115.

## Administration
La commune se compose de trois quartiers :
- Ratboř
- Sedlov
- Těšínky

## Transports
Par la route, Ratboř se trouve à 8,5 km de Kolín, à 11 km de Kutná Hora et à 75 km de Prague.